# Sébastien Balibar
Pour les articles homonymes, voir Balibar.
Sébastien Balibar, né le 14 octobre 1947 à Tours, est un physicien français membre de l'Académie des sciences.

## Famille
Sébastien Balibar est le fils de la linguiste Renée Balibar, professeur de lettres classiques et historienne de la langue française et du mathématicien Jean Balibar, normalien agrégé de mathématiques révoqué comme « juif » du lycée Condorcet le 18 décembre 1940. Ses grands parents paternels, un mécanicien dentiste et une couturière, avaient fui les pogroms hebdomadaires de leur Ukraine natale.

## Formation
- 1957-1966 - Lycée Descartes, Tours, France.
- 1966-1968 - École polytechnique, Paris.
- 1969 - DEA de physique atomique et statistique, École normale supérieure de Paris.
- 1971 - Thèse de troisième cycle (direction : Albert J. Libchaber, ENS, Paris).
- 1976 - Thèse de doctorat (direction : Albert J. Libchaber, ENS, Paris).

## Carrière professionnelle
Directeur de recherche du CNRS au laboratoire de physique statistique de l'École normale supérieure, il a enseigné à Constance (Allemagne), à Kyoto (Japon), à l'Université Harvard (États-Unis) comme Loeb Lecturer, à Kevo (Finlande) et à l'Institut Weizman (Rehovot, Israël).
Ses thèmes de recherche ont évolué de la physique des métaux à celle de la superfluidité, des surfaces liquides aux surfaces cristallines, des phénomènes critiques à la physique de la croissance cristalline, de la thermodynamique hors d'équilibre aux transitions de phases, aux problèmes d'instabilités, de mouillage, d'élasticité, d'acoustique non linéaire, de nucléation (cavitation et cristallisation), à la structure de l'eau, à l'énigme de la supersolidité, à la plasticité géante des cristaux d'hélium, aux nanotubes de carbone, etc.
Il est élu membre de l'Académie des sciences le 11 mars 2011. Il y a dirigé la section de physique de 2015 à 2018.

## Communications personnelles
Il est l'auteur de plus de deux cents publications scientifiques et de sept livres. Il a en outre été invité à prononcer une centaine de communications dans des conférences internationales ainsi qu'une autre centaine de conférences dans des universités situées dans dix-huit pays étrangers différents, en plus de nombreuses conférences en France. Dans son livre Climat : y voir clair pour agir, il défend le nucléaire comme moyen de produire de l'électricité sans émettre de gaz à effet de serre, particulièrement en France.
Le 1er mai 2017, il signe avec d'autres scientifiques un texte appelant à voter en faveur d'Emmanuel Macron lors du second tour de l'élection présidentielle de 2017, afin de « barrer la route au pire », représenté par Marine Le Pen,.

## Distinctions

### Prix
- 1978 - Prix Brelot de la Société française de physique
- 1988 - Prix Langevin de l'Académie des sciences[réf. nécessaire]
- 1989 - "Photographic Award", conférence ICCG9, Sendai, Japon (avec Étienne Rolley).
- 1994 - Grand Prix du bicentenaire de l'École polytechnique (prix Dargelos)
- 2005 - Prix Fritz London Memorial (en), co-obtenu avec Seamus Davis (en) et Richard Packard (en)
- 2007 - Prix des trois physiciens, ENS (Paris).
- 2009 - Lauréat du Conseil européen de la recherche (ERC Advanced grants).
- 2012 - Prix Jean-Ricard de la Société française de physique

### Honneurs
- 1999 - Professeur invité, université de Constance, Allemagne
- 1999 - Professeur invité, université de Kyoto, Japon.
- 1999 - Senior Fellow de la Japan Society for the Promotion of Science (en)
- 1999-2000 - Loeb lecturer, université Harvard, États-Unis
- 2003 - Professeur invité, université de Kyoto, Japon.
- 2005 - Fellow de l'American Physical Society (voir le site de l'APS)
- 2012 - Grand Prix Jean-Ricard de la Société française de physique.
- 2013 - Umezawa lecturer (University of Alberta, Edmonton, Canada)
- 2014 - Outstanding referee (American Physical Society)

### Décorations
- Chevalier de l'ordre des Palmes académiques (2013)
- Chevalier de la Légion d'honneur (décret du 11 juillet 2014)[8]
- Officier de l'ordre national du Mérite (décret du 18 novembre 2017)[9].